# Hedin-Nunatak
Der Hedin-Nunatak ist ein 555 m hoher und markanter Nunatak an der Walgreen-Küste des westantarktischen Marie-Byrd-Lands. Mit seinem abgeflachten Gipfel und seinen steilen Felsflanken ragt er 17,5 km westnordwestlich des Gipfels des Mount Murphy auf.
Luftaufnahmen der US-amerikanischen Operation Highjump (1946–1947) vom Januar 1947 dienten einer ersten groben Kartierung. Das Advisory Committee on Antarctic Names benannte ihn 1967 nach Alan E. Hedin, Polarlichtforscher auf der Byrd-Station im Jahr 1962.

## Weblinks

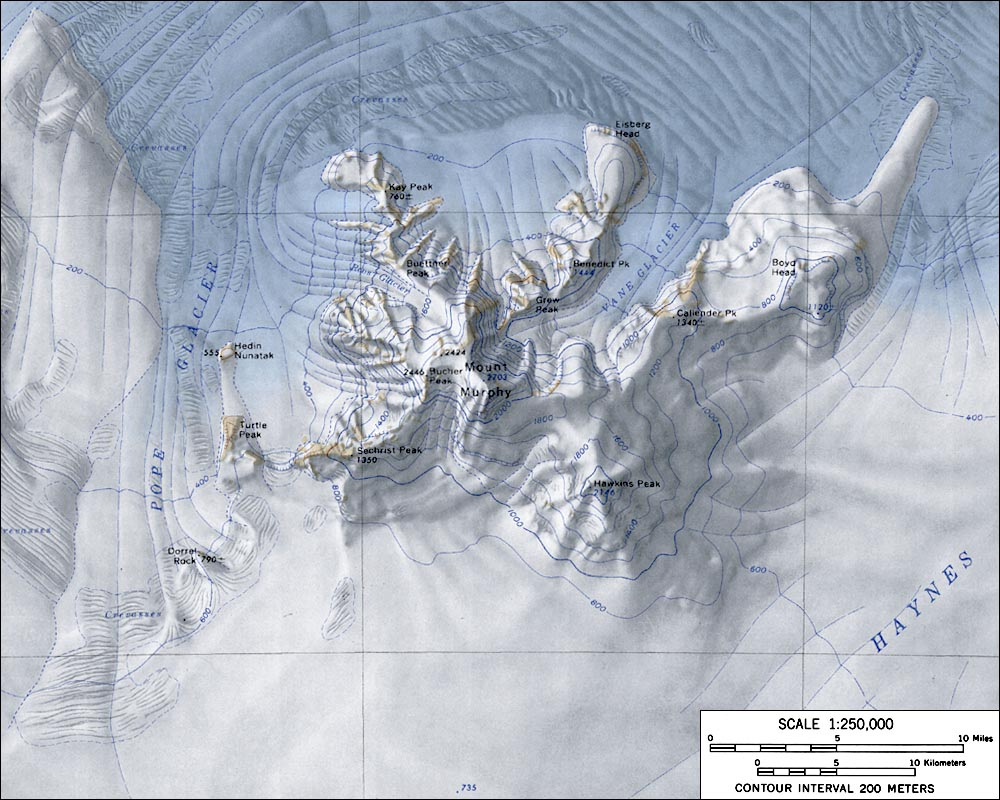
Topographische Karte des Mount Murphy mit dem Hedin-Nunatak (links)